# بلا ورادی
بلا ورادی (مجاری: Béla Várady; ۱۲ آوریل ۱۹۵۳ – ۲۳ ژانویهٔ ۲۰۱۴) بازیکن فوتبال اهل مجارستان بود.
از باشگاه‌هایی که در آن بازی کرده‌است می‌توان به باشگاه ورزشی واشاش اشاره کرد.
وی به‌همراه تیم ملی فوتبال مجارستان در بازی‌های المپیک تابستانی ۱۹۷۲ شرکت کرده‌است.